# Vityim-felföld
A Vityim-felföld (oroszul: Витимское плоскогорье, Vityimszkoje ploszkogorje) tájegység Oroszországban, Dél-Szibériában, a Nyugat-Bajkálontúlon. Közigazgatásilag legnagyobb része Burjátföldhöz és a Bajkálontúli határterülethez

## Jellemzői
A Vityim felső folyásának vízgyűjtő területén helyezkedik el, alacsony hegyei a folyó völgyét követve délnyugat–északkeleti irányban húzódnak. Nyugaton a Bajkálmellék Ikatszkij-hegysége, északon a Sztanovoj-felföldhöz tartozó Észak-mujai-hegység, délen és délkeleten a Jablonovij-hegység határolja. Az 1000–1600 m magas felföld lapos, hullámos felszínét kisebb folyók szabdalták fel.
Ősi kristályos pala, gneisz, gránit építi fel, helyenként vékony bazalttakaró fedi. Délnyugaton a negyedidőszaki vulkáni tevékenység emlékei a bazaltplatókból 80–160 m-re kiemelkedő vulkáni kúpok, mint az Obrucsev- és a Lopatyin-vulkán, vagy a 300 m magas Musketov-vulkán.
Mindenfelé elterjedt az állandóan fagyott talaj (permafroszt). A felföd legnagyobb részét vörösfenyőből álló tajga borítja, melyhez gyakran nyírfa, erdei- és cirbolyafenyő keveredik. A völgyeket nyíresek, bozótosok, rétek foglalják el. A szélesebb völgyekben nagy területeket borít mocsár, sok a tó.